# بازارچه قوام‌الدوله
بازارچه قوام‌الدوله یا بازارچه شاپور، مربوط به دوره قاجار است و در تهران، شرق میدان وحدت اسلامی (شاهپور سابق) واقع شده و این اثر در تاریخ ۲ بهمن ۱۳۸۲ با شمارهٔ ثبت ۱۰۸۴۰ به‌عنوان یکی از آثار ملی ایران به ثبت رسیده است.